# Amok ou le Fou de Malaisie
Pour les articles homonymes, voir Amok.
Amok ou le Fou de Malaisie (titre original en allemand : Der Amokläufer) est un roman court de l'écrivain autrichien Stefan Zweig publié en 1922. 
Le narrateur fait la rencontre sur un bateau d'un ancien médecin allemand parti pratiquer en Indonésie. Ce dernier est sous l'effet d'une vive et soudaine obsession pour une femme, sentiment qu'il rapproche de l'amok.

## Résumé
Le narrateur se trouve à bord d'un bateau, l'Océania, en route pour revenir en Europe. Ayant une cabine très inconfortable et bruyante, il décide, une nuit, d'aller faire un tour sur le navire. C'est alors qu'il rencontre un inconnu sur le pont qui lui demande de garder leur rencontre secrète.
Intrigué par ce personnage, le narrateur décide d'y retourner le lendemain soir. L'homme commence à développer une certaine confiance envers le narrateur et se met à lui confier son histoire.
Médecin de Leipzig, il a déménagé en Indonésie sept ans plus tôt pour pratiquer la médecine dans un petit village. Un jour, une femme blanche, la première depuis de nombreuses années, apparaît de manière inattendue et intrigue l'homme par son comportement hautain et distant, quelque chose qu'il n'a jamais rencontré avec les femmes indigènes qui sont respectueuses et soumises. Au cours de leur conversation, il devient évident que la femme, une Anglaise, épouse d'un marchand hollandais, est venue le voir pour obtenir un avortement discret, pour lequel elle est prête à payer une somme considérable. Cependant, pris d'une passion soudaine, le médecin refuse l'argent. Au lieu de cela, il lui suggère de revenir le voir en dehors de ses heures de travail pour discuter de sa demande d'avortement. La femme refuse catégoriquement et part précipitamment. Une obsession grandissante s'empare alors du médecin, le poussant à la suivre jusque chez elle, tel un Amok (transe furieuse). Malgré plusieurs refus de sa part, le médecin persiste et lui fait finalement parvenir une longue lettre dans laquelle il présente ses excuses et lui propose à nouveau de réaliser son souhait. La réponse est catégorique : "Trop tard !" 
Ne souhaitant pas que sa grossesse soit révélée publiquement, elle finit par se confier à une guérisseuse indigène. Malheureusement, la procédure échoue et la femme se meurt dans d'atroces souffrances.  
Dans son agonie, la femme ordonne au médecin et à son domestique de la ramener chez elle. Ils restent toute la nuit auprès d'elle jusqu'à son dernier souffle. Dans un ultime effort, elle exige du docteur que la raison de sa mort et sa grossesse restent secrètes. À partir de ce moment-là, le médecin devient obsédé par la réalisation de la dernière volonté de la femme. Il émet un certificat de décès falsifié et décide de quitter l'Indonésie à bord de l'Oceania, où le corps de la défunte est également transféré vers l'Europe. Il sacrifie ainsi sa carrière et sa retraite, déterminé à éviter toute nouvelle enquête sur les circonstances de son décès. À bord du navire, il se cache des autres passagers et ne sort de sa cabine que la nuit pour éviter de croiser le veuf. 
L'inconnu termine son récit en révélant que le cercueil se trouve à bord du bateau et que l'Amok finit toujours par être abattu. Plus tard, en apprenant la nouvelle d'un incident au moment du débarquement, le narrateur comprend que le médecin s'est jeté à la mer avec le corps de la femme, tant pour empêcher l'autopsie que le mari souhaitait faire réaliser en Europe que pour l'emporter avec lui à tout jamais.

## Première traduction française
La nouvelle (Der Amokläufer) a été publiée en allemand dans un recueil avec pour sous-titre Novellen einer Leidenschaft (Nouvelles d'une passion) qui comprenait quatre autres nouvelles : Die Frau und die Landschaft (La Femme et le Paysage), Phantastische Nacht (La Nuit fantastique), Brief einer Unbekannten (Lettre d'une inconnue) et Die Mondscheingasse (La Ruelle au clair de lune). 
Dans le premier recueil français (1927), seule la Lettre d'une inconnue a été conservée avec Amok et une autre nouvelle, Les Yeux du frère éternel, tirée d'un autre recueil, a été rajoutée. Romain Rolland, auteur de la préface de ce recueil, regrette ce choix éditorial, Les Yeux du frère éternel n'appartenant pas, selon lui, au même registre. 
Les éditions postérieures, à partir de 1930, ont corrigé cette organisation, remplaçant Les Yeux du frère éternel par La Ruelle au clair de lune.

## Adaptations

### Au cinéma
- 1927 : Amok de Koté Mardjanichvili
- 1934 : Amok de Fedor Ozep
- 1944 : Amok de Antonio Momplet
- 1992 : Amok de Joël Farges

### Au théâtre
- 1988 : Nocturnes, d'après Amok ou le Fou de Malaisie et Lettre d'une inconnue de Stefan Zweig, adaptation Jacques Weber, mise en scène Jacques Weber et Serge Marzolff
- 2016 : Amok, de Stefan Zweig, adaptation Alexis Moncorgé, mise en scène Caroline Darnay au Théâtre de Poche à Paris
- 2017: Amok, de Stefan Zweig, adaptation Frédérique Zesiger et Bernard Nagloo, mise en scène Frédérique Zesiger au Les Savoises à Genève
- 2019: Amok, de Stefan Zweig, adaptation Didier Dupuis, mise en scène Didier Dupuis théâtre Montmartre Galabru.